# Quercus morisii
Quercus morisii är en bokväxtart som beskrevs av Borzì. Quercus morisii ingår i släktet ekar, och familjen bokväxter. Inga underarter finns listade.